# الحمراء (الحديدة)

تعديل مصدري - تعديل

الحمراء هي إحدى قرى مديرية بيت الفقيه، التابعة لمحافظة الحديدة اليمنية، بلغ تعداد سكانها 1380 نسمة حسب الإحصاء الذي أجري عام 2004.